# Alexander Buttmann
Alexander Buttmann (* 1813 in Berlin; † 1893) war ein deutscher Altphilologe.
Buttmann war als Gymnasiallehrer („Professor“) und als Stadtrat in Potsdam tätig. Als Philologe setzte er das Werk seines Vaters Philipp Buttmann fort, unter anderem gab er dessen Grammatik heraus.

## Werke
- Die Deutschen Ortsnamen mit besonderer Berücksichtigung der ursprünglich wendischen in der Mittelmark und Niederlausitz. Ferdinand Dümmler, Berlin 1856[2] ISBN 0-543-79032-0
- Grammatik des Neutestamentlichen Sprachgebrauchs. Im Anschluss an PH. Buttmann's Griechische Grammatik bearbeitet von Alex. Buttmann. Ferdinand Dümmler, Berlin 1859 OCLC 480407904
- Über die syntaktischen Verbindungen der Verba der äußern Wahrnehmung, zunächst von akuein und akroasthai.  Krämer, Potsdam 1855, OCLC 252391289
- Die griechischen anomalen Verba in systematischer Folge: Als Anhang zur Buttmannschen griech. Grammatik ausgearbeitet. Potsdam, 1859 OCLC 248928815
- A grammar of the New Testament Greek. Andover, W.F. Draper, 1873 OCLC 1654238 ISBN 0-548-27361-8
- mit Philipp Karl Buttmann: Griechische Grammatik. Mylius, Berlin 1849, OCLC 13918795
- Des Apollonius Dyskolos vier Bücher über die Syntax. Ferdinand Dümmler, Berlin 1877, OCLC 221733061